# Barbeya
Barbeya — єдиний рід родини Barbeyaceae і має лише один вид — Barbeya oleoides. Це невелике дерево, яке поширене в горах Сомалі, Ефіопії та Аравійського півострова. Його можна знайти локально у великій кількості в перехідній зоні між сухими вічнозеленими афрогірськими лісами та вічнозеленими чагарниками нижньої висоти.
Barbeya oleoides має супротивні, видовжено-ланцетні, прості листки з цільними краями. Рослини дводомні, з чоловічими та жіночими квітками на окремих деревах.
Родина Barbeyaceae тісно пов'язана зі своїм екологічним партнером на Розі, родиною Dirachmaceae. Докази на молекулярному рівні продемонстрували це, попри очевидні морфологічні відмінності між двома родинами: Barbeya має дрібні, одностатеві, безпелюсткові квіти, тоді як квіти Dirachmaceae характеризуються своєю двостатевістю та відносно великими пелюстками (і розміром загалом).